# Нєкрасове (Бокситогорський район)
Нєкрасове (рос. Некрасово) — присілок Бокситогорського району Ленінградської області Росії. Входить до складу Анісімовського сільського поселення.
Населення — 8 осіб (2007 рік). 